# Templin

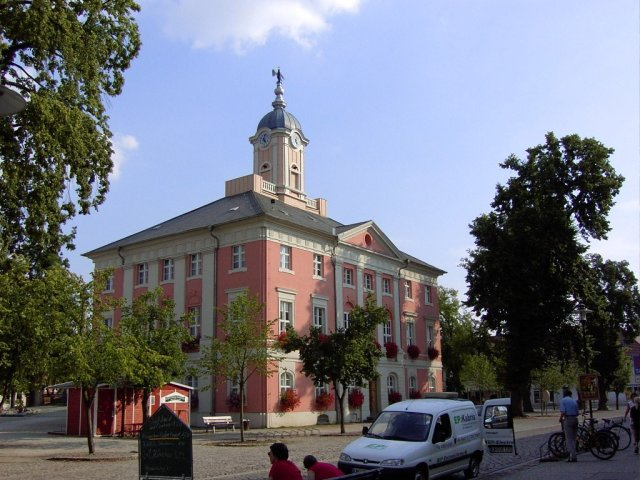
Templin city hall

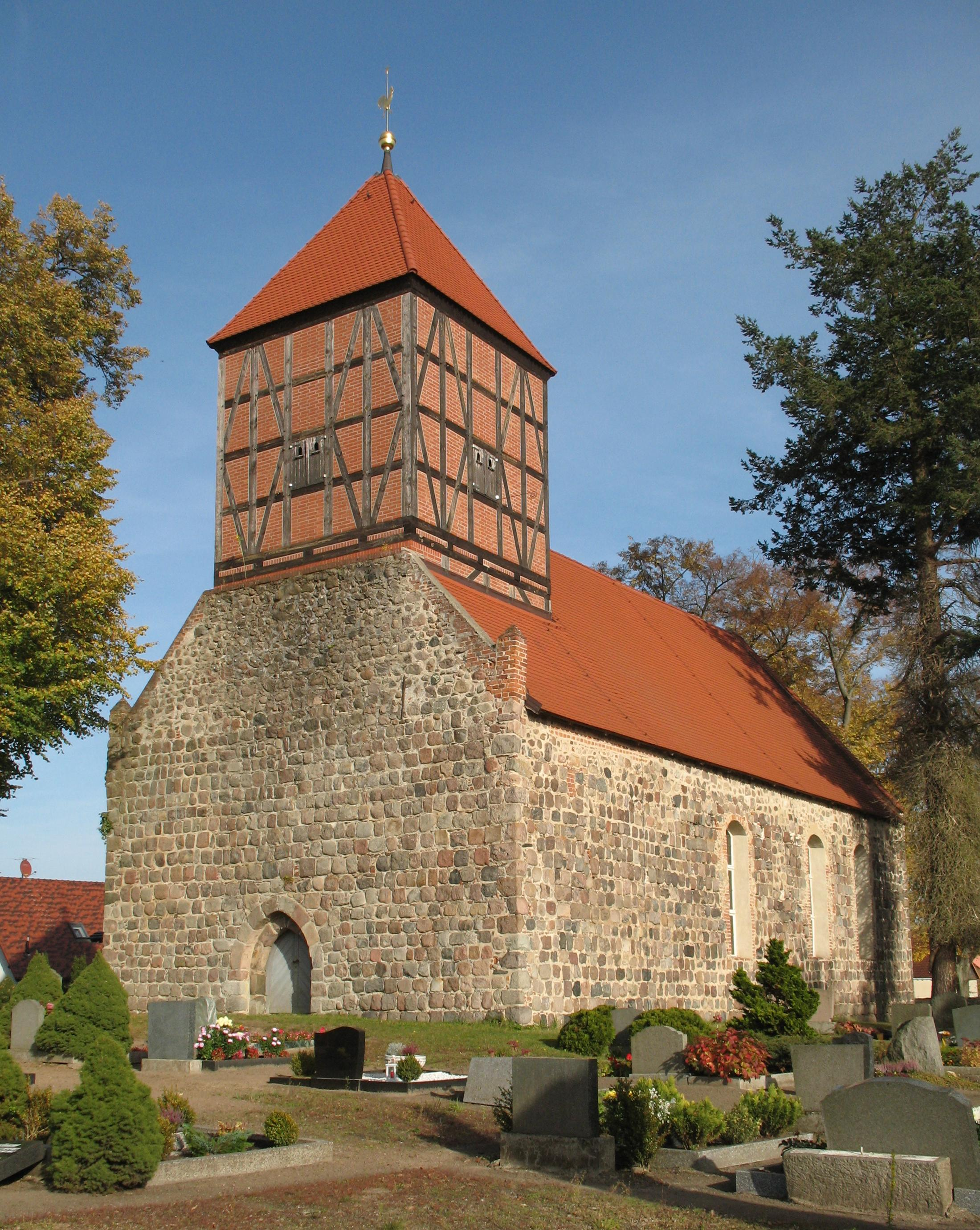
Nhà thờ

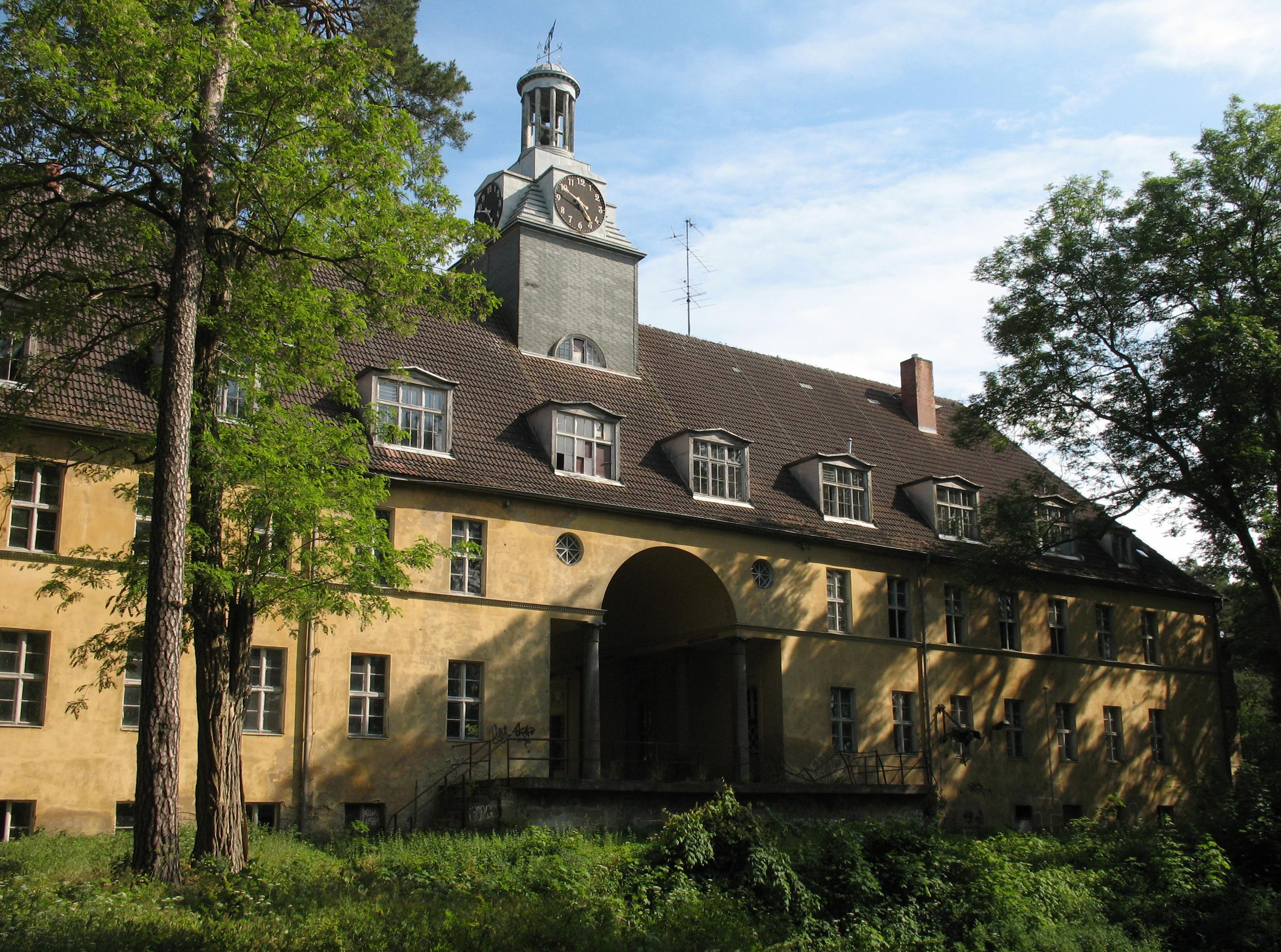

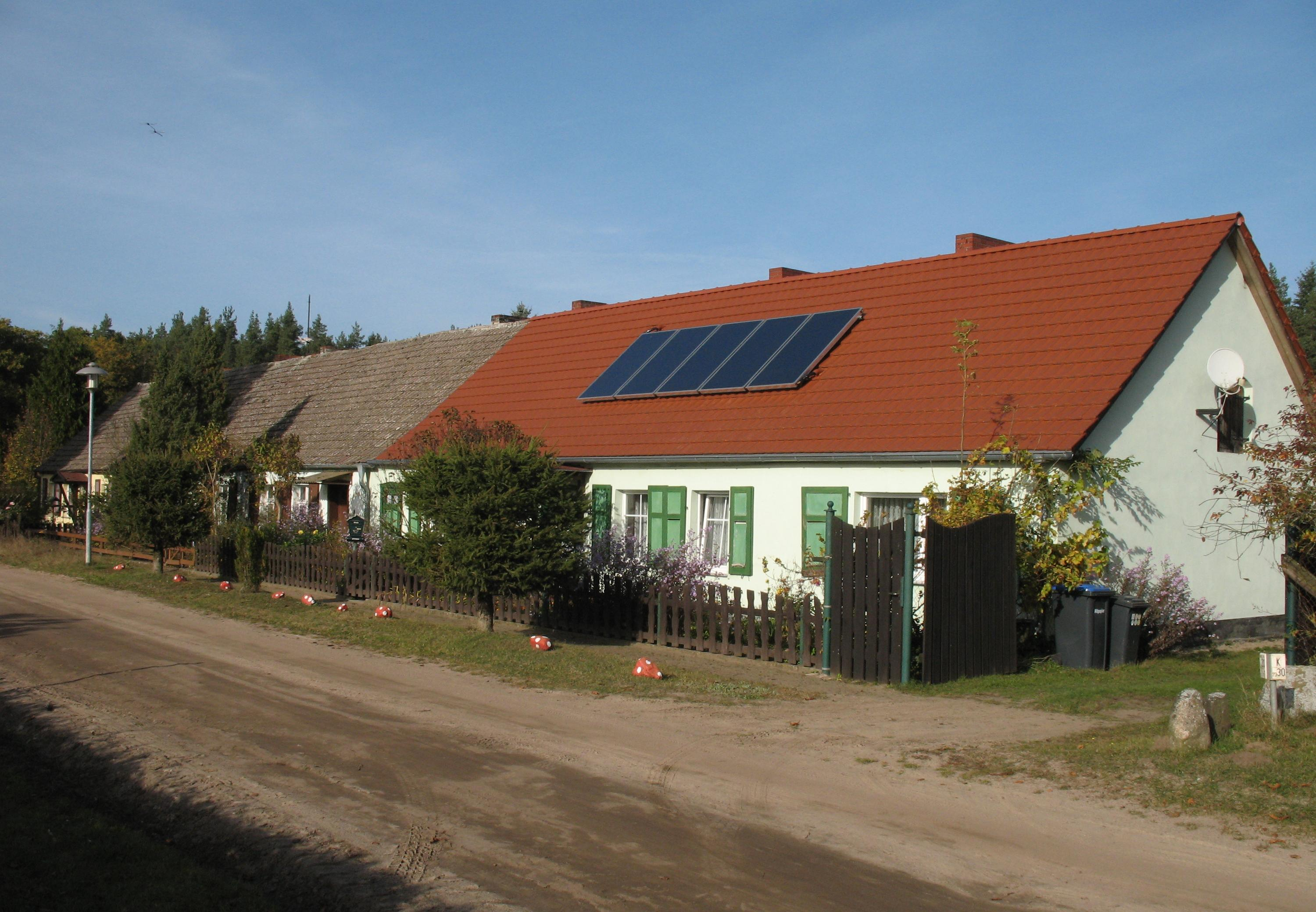

Templin là một đô thị thuộc huyện Uckermark, bang Brandenburg, Đức.

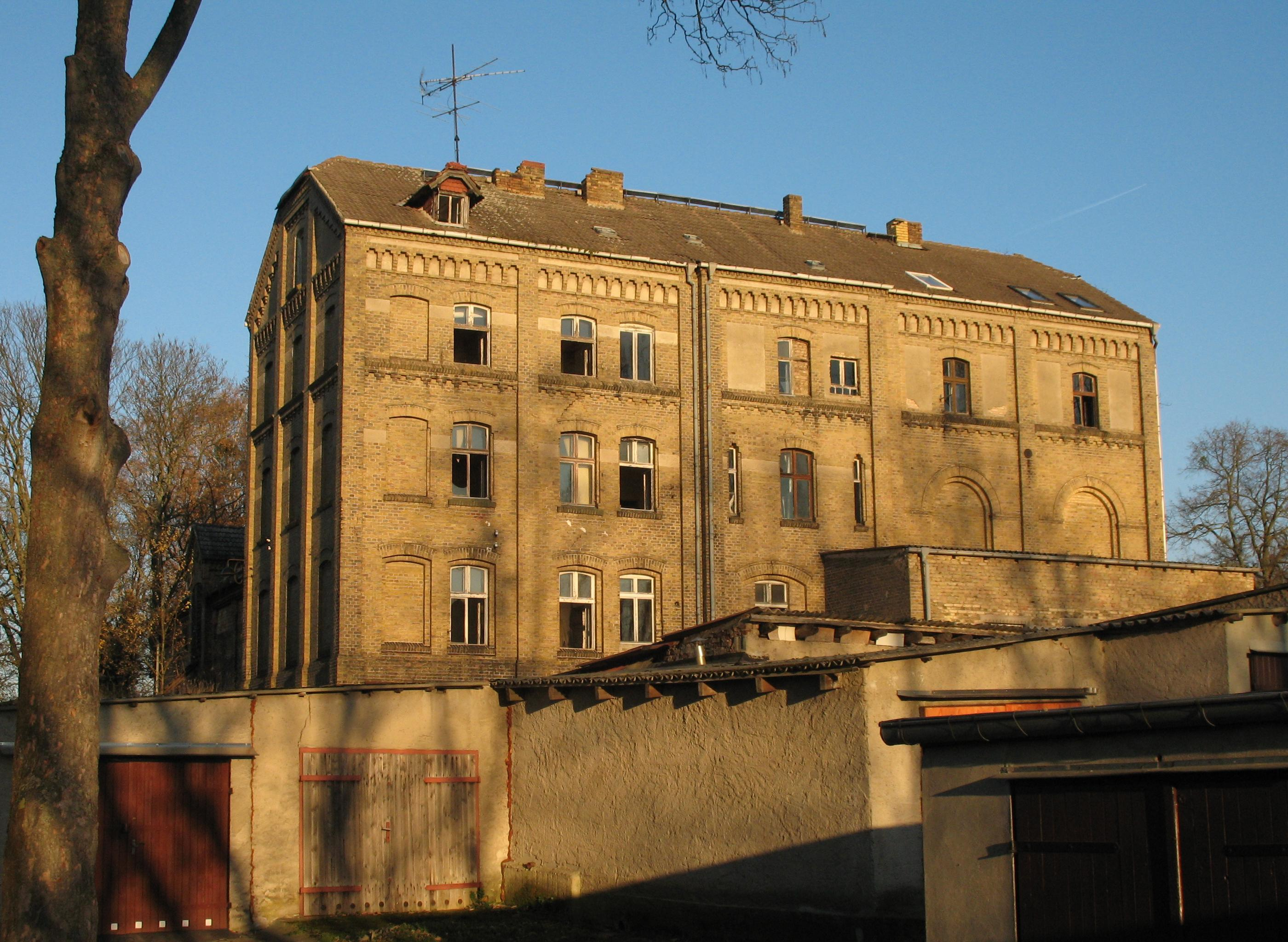
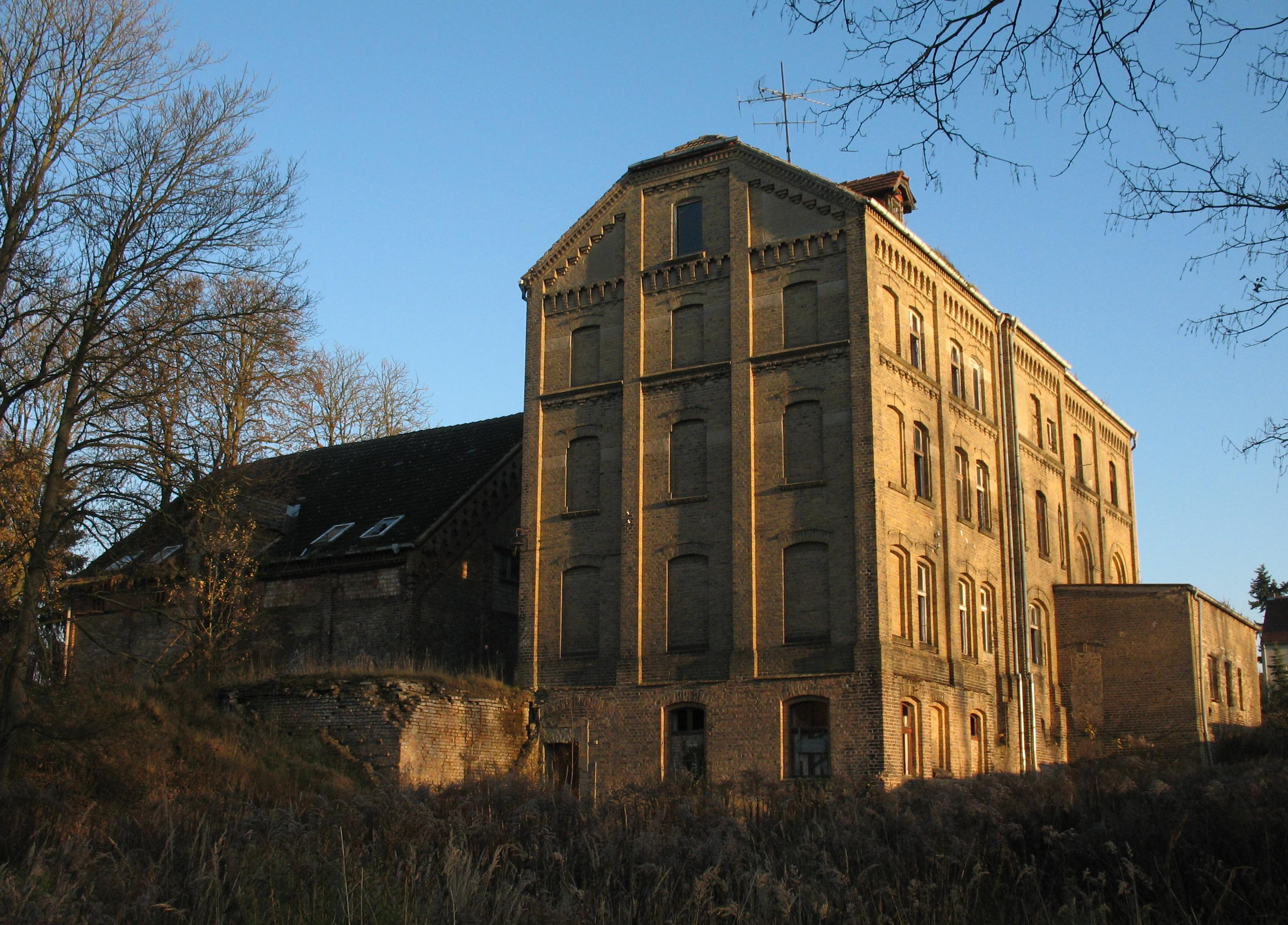
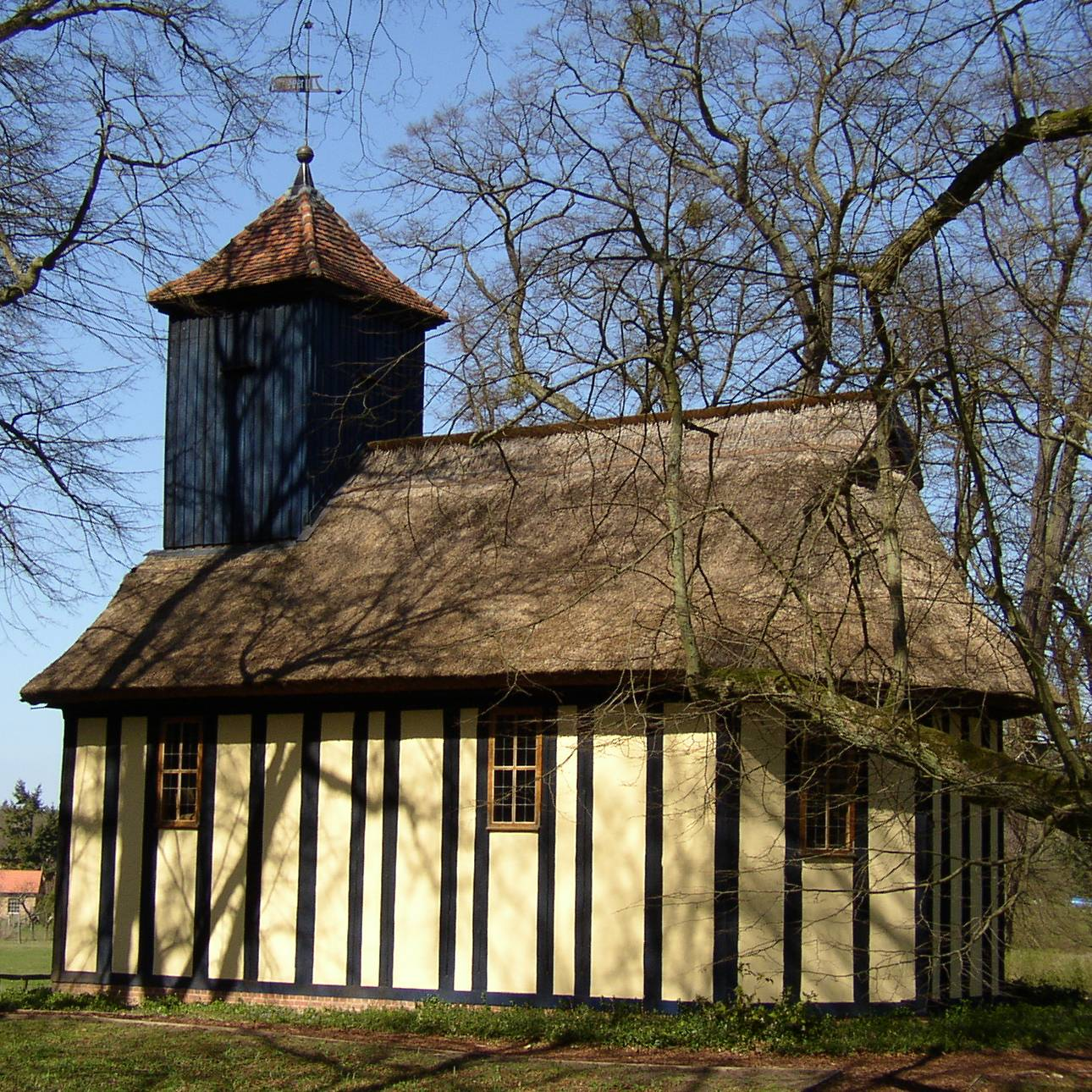
Nhà thờ
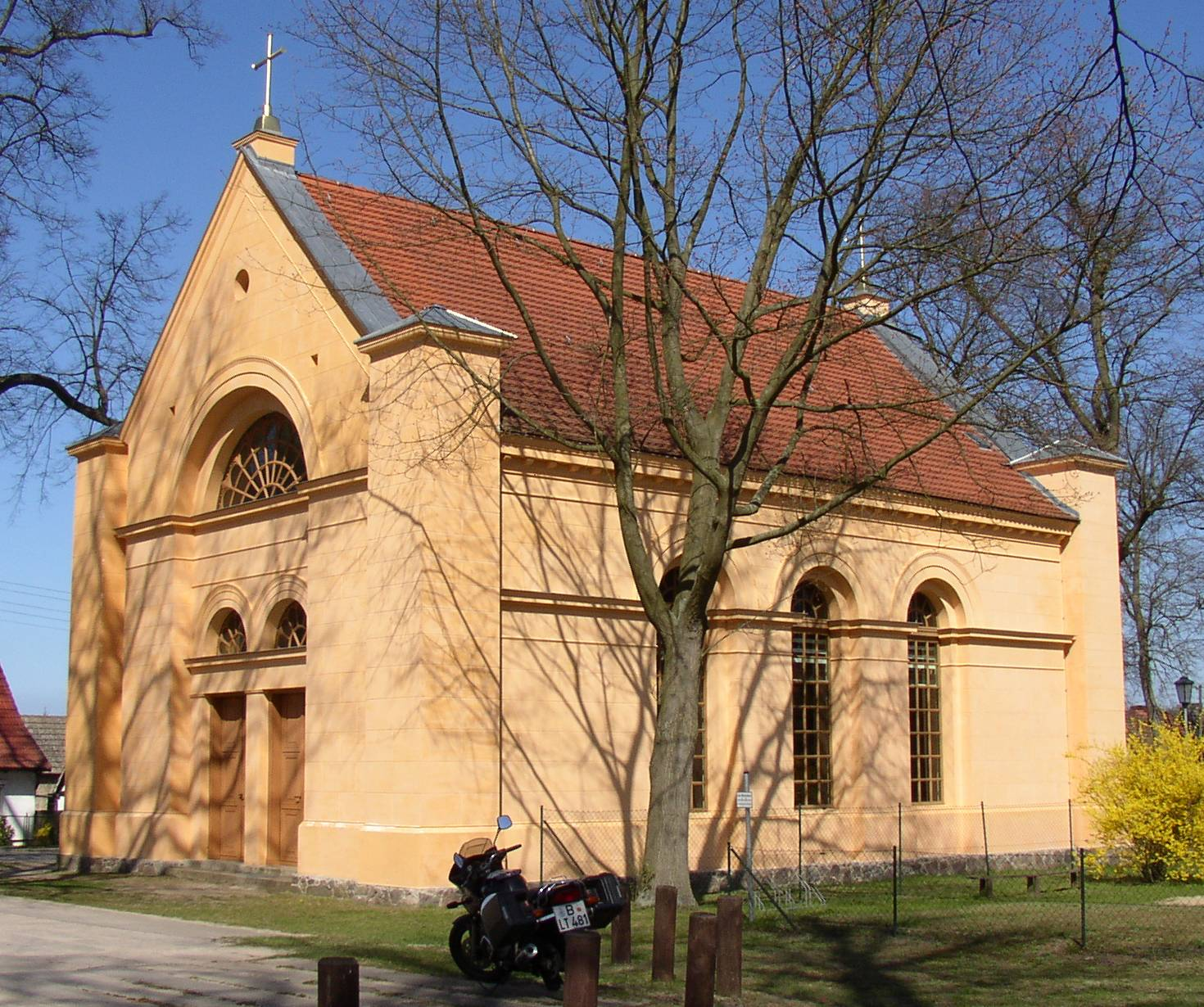
Nhà thờ